# Lukačevec Toplički
Lukačevec Toplički is een plaats in de gemeente Varaždinske Toplice in de Kroatische provincie Varaždin. De plaats telt 60 inwoners (2001).